# Kostel svatého Mikuláše (Rožmberk nad Vltavou)
Kostel svatého Mikuláše je kulturní památka ve městě Rožmberk nad Vltavou. Je farním kostelem římskokatolické farnosti Rožmberk nad Vltavou. Někdy je uváděn jako kostel Panny Marie.
V roce 1150 je připomínána vltavorožmberská plebánie. Kostel je připomínán v roce 1271; byl původně raně gotický. V druhé polovině 15. století byl přestavěn do dnešní pozdně gotické podoby, byla k němu přistavěna věž. Kroužená žebrová klenba presbytáře, která vytváří složité obrazce, pochází z roku 1488. Portál sakristie je z doby kolem roku 1510. Síťová klenba trojlodí, která je podepřena třemi páry osmibokých pilířů a která nahradila původní plochý strop, pochází z roku 1583. V roce 1664 byl kostel znovu vysvěcen. V letech 1997–1999 byla restaurována omítka, resp. nástěnné malby, v presbytáři.
V kostele byl v roce 1621 pochován velitel císařských vojsk v třicetileté válce generál Karel Bonaventura Buquoy.

## Zařízení kostela
Hlavní oltář, kazatelna a balkonová oratoř v presbytáři jsou raně barokní z druhé poloviny 17. století. Křtitelnice a řezbářsky zdobené lavice pocházejí z 18. století.
Dvoumanuálové varhany z roku 1883 byly v roce 1993 prohlášeny za kulturní památku.